# Rhys Carter
Rhys Jarred Carter (Sale, 14 marzo 1984) è un ex cestista australiano con cittadinanza svedese.